# Oinville-Saint-Liphard
Oinville-Saint-Liphard (Aussprache [wɛ̃ˈvil sɛ̃ liˈfaʁ]) ist eine französische Gemeinde mit 277 Einwohnern (Stand: 1. Januar 2022) im Département Eure-et-Loir in der Region Centre-Val de Loire. Sie gehört zum Arrondissement Chartres und ist Mitglied im Gemeindeverband Communauté de communes Cœur de Beauce. Die Einwohner werden Oinvillois und Oinvilloises genannt.
Die Gemeinde erhielt 2024 die Auszeichnung „Eine Blume“, die vom Conseil national des villes et villages fleuris (CNVVF) im Rahmen des jährlichen Wettbewerbs der blumengeschmückten Städte und Dörfer verliehen wird.

## Geographie
Oinville-Saint-Liphard liegt etwa 36 Kilometer nördlich von Orléans. Umgeben wird Oinville-Saint-Liphard von den Nachbargemeinden Neuville Saint Denis im Nordwesten, Norden und Nordosten, Boisseaux im Nordosten, Outarville im Osten, Toury im Südosten und Süden, Janville im Süden und Südwesten sowie Trancrainville im Westen.
Durch die Gemeinde führt die Route nationale 20.

## Bevölkerungsentwicklung
| Jahr                       | 1962 | 1968 | 1975 | 1982 | 1990 | 1999 | 2006 | 2013 | 2020 |
| -------------------------- | ---- | ---- | ---- | ---- | ---- | ---- | ---- | ---- | ---- |
| Einwohner                  | 417  | 380  | 324  | 297  | 272  | 269  | 269  | 268  | 277  |
| Quellen: Cassini und INSEE |      |      |      |      |      |      |      |      |      |

## Sehenswürdigkeiten

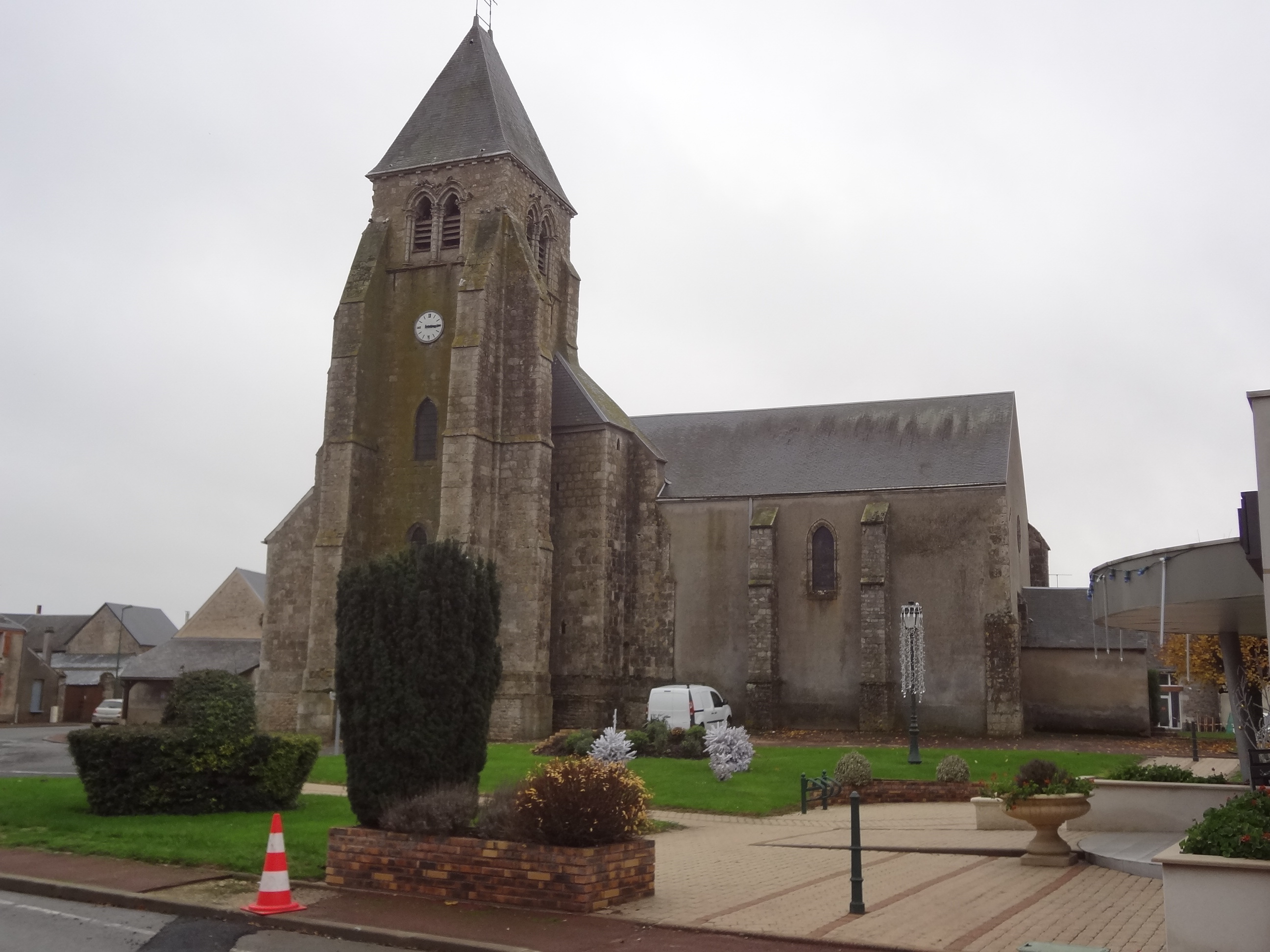
Kirche Saint-Liphard

- Kirche Saint-Liphard

## Windpark
Ein großer Windpark erstreckt sich über die Gemeinde und die Nachbargemeinde Janville.